# Sierafima Briusowa
Sierafima Siemionowna Briusowa, ros. Серафима Семёновна Брюсова (ur. 1894 w Moskwie, zm. 1958) – rosyjska i radziecka lekarka, prawdopodobnie druga specjalistka neurochirurgii wśród kobiet i pierwsza w bloku wschodnim.

## Życiorys
Urodziła się w 1894 r. w Moskwie w rodzinie urzędników. Początkowo studiowała historię i filologię. W czasie I wojny światowej służyła jako pielęgniarka na froncie. Po rewolucji bolszewickiej i nadaniu przez nowe władze kobietom praw, zrównujących ich status z mężczyznami oraz pod wpływem doświadczenia opieki nad pacjentami z wieloma urazami i asystowania przy zabiegach chirurgicznych zdecydowała się na podjęcie studiów medycznych w II Moskiewskim Instytucie Medycznym (1917–1923). Po ukończeniu studiów pozostała w Instytucie jako rezydentka chirurgii, a w 1929 r. zdecydowała się poświęcić neurochirurgii. Została bliską współpracowniczką Nikołaja Burdenki, jedyną kobietą pełniącą taką rolę. Pod kierunkiem Burdenki Briusowa zajmowała się pacjentami wymagającymi różnorodnych interwencji neurochirurgicznych, od urazowych po onkologiczne.
Briusowa obroniła pracę doktorską w dziedzinie nauk medycznych w 1939 r., a w 1941 r. została mianowana profesorką neurochirurgii. Od 1940 r. należała do Komunistycznej Partii Związku Radzieckiego. Jej zainteresowania badawcze skupiały się na neurochirurgii naczyniowej. Jej najważniejszą publikacją jest pierwsza rosyjska monografia z zakresu neurochirurgii poświęcona angiografii mózgu pt. Ceriebralnaja angiografija (ros. Церебральная ангиография), którą napisała w 1950 r. W tej pracy opisała m.in. płodową tętnicę łączącą tylną i asymetrię koła tętniczego mózgu u ludzi. Badała również percepcję bólu w twardówce, urazy mózgu oraz nadciśnienie śródczaszkowe u pacjentów po trepanacji.
Odeszła na emeryturę z powodu poważnej, utrudniającej funkcjonowanie choroby artretycznej. Na emeryturze zajmowała się tłumaczeniem istotnych publikacji neurochirurgicznych na język rosyjski, m.in. Epilepsy and the functional anatomy of the human brain Penfielda, jako że płynnie posługiwała się językami angielskim, francuskim, niemieckim, hiszpańskim i włoskim. Zmarła w 1958 r.